# アリーチェ・ベッランディ
アリーチェ・ベッランディ（Alice Bellandi　1998年11月28日- ）はイタリア出身の柔道選手。階級は70kg級と78㎏級。なお、LGBTであることを公表している。

## 経歴
2015年のヨーロッパユースオリンピックフェスティバル70㎏級で優勝するも、世界カデでは7位だった。2017年のヨーロッパジュニアで3位になると、2018年のヨーロッパジュニアでは優勝した。さらに、世界ジュニアでも決勝で新森涼を技ありで破って優勝した。2021年7月に日本武道館で開催された東京オリンピックでは準々決勝でオランダのサンネ・ファンデイケに敗れるなどして7位だった。その後階級を78㎏級に上げると、2022年のグランプリ・オディヴェーラスで2位となった。グランドスラム・ブダペストでは準々決勝でオリンピックチャンピオンの濵田尚里を技ありで破るなどして優勝した。グランドスラム・バクーとワールドマスターズでも優勝した。2023年のグランドスラム・テルアビブでも優勝したが、グランドスラム・トビリシでは2位だった。2023年の世界選手権では準決勝でイスラエルのインバル・ラニルに払腰で敗れるも、3位決定戦で濵田に反則勝ちして3位になった。2024年の世界選手権では準々決勝でフランスのマドレーヌ・マロンガ、準決勝で同じくフランスのオドレー・チュメオを破るなどして決勝まで進むも、ドイツのアンナ＝マリア・ヴァーグナーに送襟絞で敗れて2位だった。パリオリンピックでは決勝でラニルと対戦すると、技ありを取った後に反則勝ちして金メダルを獲得した。2025年の世界選手権では決勝でドイツのアンナ＝モンタ・オレクを破って優勝した。
IJF世界ランキングは6425ポイント獲得で1位(25/6/2現在)。

## 主な戦績
70㎏級での戦績
- 2015年 - ヨーロッパユースオリンピックフェスティバル　優勝
- 2015年 - 世界カデ　7位
- 2017年 - ヨーロッパジュニア　3位
- 2018年 - ヨーロッパジュニア　優勝
- 2018年 - 世界ジュニア　優勝
- 2019年 - グランプリ・テルアビブ　2位
- 2019年 - グランドスラム・大阪　7位
- 2020年 - ヨーロッパ選手権　5位
- 2021年 -　東京オリンピック　7位

78㎏級での戦績
- 2022年 -　グランプリ・アルマダ 2位
- 2022年 -　グランドスラム・テルアビブ　3位
- 2022年 -　ヨーロッパ選手権　3位
- 2022年 -　グランドスラム・ブダペスト 優勝
- 2022年 -　グランドスラム・バクー　優勝
- 2022年 -　ワールドマスターズ　優勝
- 2023年 -　グランドスラム・テルアビブ　優勝
- 2023年 -　グランドスラム・トビリシ　2位
- 2023年 -　世界選手権　3位
- 2023年 -　グランドスラム・バクー　2位
- 2023年 - グランドスラム・アブダビ 優勝
- 2023年 - ヨーロッパ選手権　2位
- 2024年 -　グランドスラム・パリ　2位
- 2024年 -　グランドスラム・タシケント　3位
- 2024年 - 世界選手権　2位
- 2024年 - パリオリンピック　優勝
- 2025年 - 世界選手権　優勝

(出典)